# Ocroeme
Ocroeme is een kevergeslacht uit de familie van de boktorren (Cerambycidae). De wetenschappelijke naam van het geslacht werd voor het eerst geldig gepubliceerd in 1966 door Martins, Chemsak & Linsley.

## Soorten
Ocroeme omvat de volgende soorten:
- Ocroeme aspericollis Martins, Chemsak & Linsley, 1966
- Ocroeme nana (Bates, 1870)
- Ocroeme recki (Melzer, 1931)
- Ocroeme tricolor Martins, 1980